# Kaiser Chiefs
 (транскр.  Кајзер чифс) енглеска су музичка група из Лидса.

## Чланови

### Садашњи
- Рики Вилсон — главни вокал, удараљке
- Ендру Вајт — гитара, пратећи вокал
- Сајмон Рикс — бас-гитара, пратећи вокал
- Ник Бејнс — клавијатуре, синтесајзер, клавир
- Виџеј Мистри — бубањ, удараљке

### Бивши
- Ник Хоџсон — бубањ, удараљке, акустична гитара, главни и пратећи вокал

## Дискографија

### Студијски албуми
- 22 [а] (2003)
- (2005)
- (2007)
- (2008)
- (2011)
- (2014)
- (2016)
- (2019)
- (2024)

### издања
- (2005)

### Компилације
- (2012)

## Награде и номинације
- Награде Брит

| Година | Категорија              | Номиновано дело | Исход      |
| ------ | ----------------------- | --------------- | ---------- |
| 2006.  | Британска група         | —               | Освојено   |
| 2006.  | Британски рок извођач   | —               | Освојено   |
| 2006.  | Британски извођач уживо | —               | Освојено   |
| 2006.  | Британски пробој        | —               | Номинација |
| 2006.  | Британски албум године  |                 | Номинација |
| 2008.  | Британска група         | —               | Номинација |
| 2008.  | Британски извођач уживо | —               | Номинација |

- Награда Меркјури

| Година | Категорија   | Номиновано дело | Исход      |
| ------ | ------------ | --------------- | ---------- |
| 2005.  | Албум године |                 | Номинација |

- Награде Кју

| Година | Категорија                   | Номиновано дело | Исход      |
| ------ | ---------------------------- | --------------- | ---------- |
| 2005.  | Најбољи албум                |                 | Номинација |
| 2007.  | Најбољи албум                |                 | Номинација |
| 2007.  | Најбоља песма                |                 | Номинација |
| 2007.  | Најбољи спот                 | Освојено        |            |
| 2008.  | Најбољи извођач уживо        | —               | Освојено   |
| 2011.  | Награда за иновације у звуку | —               | Освојено   |
| 2014.  | Најбоља песма                |                 | Номинација |

## Наступи у Србији
| Датум         | Место   | Простор          | Напомене               | Изв.   |
| ------------- | ------- | ---------------- | ---------------------- | ------ |
| 19. јун 2007. | Београд | Београдска арена | предгрупе: Џа или Бу и | [ 10 ] |